# Озеров, Алексей Николаевич
Алексе́й Никола́евич О́зеров (6 февраля 1931, Ленинград — 4 сентября 1998, Севастополь) — советский и украинский поэт. Писал на русском языке. Член Союза писателей СССР (1976). Руководитель Севастопольского литературного объединения (1976—1998).

## Биография
Родился в Ленинграде. Во время Великой Отечественной войны, будучи подростком, жил в блокадном Ленинграде. Окончил Нахимовское военно-морское подготовительное училище в 1950 году. Учился на штурманском факультете Североморского высшего военно-морского училище в Архангельске (1951—1956).
Служил на Черноморском флоте, являлся командиром электро-навигационной группы на эсминцах. Демобилизован в 1959 году по сокращению штатов. До 1968 года служил на вспомогательных судах Черноморском флота и гражданских судах в качестве штурмана, старшего помощника и капитана. После этого работал инженером на предприятиях «Азчеррыба» и «Югрыбпромразведка».
Параллельно с основной работой занимался поэзией. Регулярно печатался в газете «Слава Севастополя». В 1976 году был принят в члены Союза писателей СССР и возглавил Севастопольское литературное объединение, которым руководил до конца жизни. Основными мотивами его творчества являлась морская тематика, советский патриотизм и лирика. Выпустил 10 поэтических сборников. Переводил на русский творчество украинских поэтов.
Лауреат севастопольской литературной премии имени Л. Н. Толстого 1994 года за весомый вклад в современную русскую поэзию на Украине.
Скончался 4 сентября 1998 года в Севастополе. С 2003 года местное литературное объединение носит имя Алексея Озерова.

## Сборники
- «На горизонте — весна» (Симферополь: Крымиздат, 1961),
- «Про слоненка-боцманенка. Морская сказка» (Симферополь: Крымиздат, 1963),
- «По звездам выверяя путь» (Симферополь: Крым, 1966),
- «Причалы» (Симферополь: Таврия, 1975),
- «Добрые вести» (Симферополь: Таврия, 1981),
- «За горизонты» (К.: Радянський письменник, 1985),
- «Апрельский лед» (Симферополь: Таврия, 1986),
- «Верность» (М.: Воениздат, 1987),
- «Северное сияние» (К.: Дніпро, 1991),
- «Избранное» (Севастополь: НПЦ «ЭКОСИ-Гидрофизика», 1999).